# Hylobothynus pontis
Hylobothynus pontis är en skalbaggsart som beskrevs av Brett C.Ratcliffe 1981. Hylobothynus pontis ingår i släktet Hylobothynus och familjen Dynastidae. Inga underarter finns listade i Catalogue of Life.